# Roland Nugent
 Sir Roland Thomas Nugent, 1er baronnet (19 juin 1886 - 18 août 1962), est un homme politique du parti unioniste d'Ulster d'Irlande du Nord. Il est membre du Sénat d'Irlande du Nord de 1936 jusqu'à sa démission en 1961. Il est vice-président (1938-1939 et 1944), chef (1944-1950) et président (1950-1961) .

## Biographie
Né à Portaferry, Nugent étudie au Collège d'Eton, à Trinity College, Cambridge et à l'Université de Bonn. Il rejoint le service diplomatique en 1910, est transféré au ministère des Affaires étrangères en 1913. Pendant la Première Guerre mondiale, il sert dans les Grenadier Guards.
Il est directeur de la Fédération des industries britanniques 1916-17 et 1919–32.
Ayant été fait chevalier en 1929, il est créé baronnet en 1961. Il épouse Cynthia Maud Ramsden, fille du capitaine Frederick William Ramsden et de Lady Elizabeth Maud Conyngham (la fille du 3e marquis Conyngham) le 25 septembre 1917. Le couple a trois enfants; ses deux fils sont tués au combat pendant la Seconde Guerre mondiale :
- Elizabeth Anne Nugent (née le 10 mars 1919)
- Lieutenant Patrick Edmund Charles Nugent (4 novembre 1920 - 27 avril 1943)
- Lieutenant John Andrew Nugent (1er septembre 1925 - 5 octobre 1944)